# René Floriot
René Floriot, né le 20 octobre 1902 à Paris et mort le 21 décembre 1975 à Neuilly-sur-Seine, est un avocat français.

## Biographie
Fils d’Armand Floriot (1873-1929), gardien de la paix, il étudie le droit à la Sorbonne et commence à plaider avant son 21e anniversaire. Dans les années 1930, il se crée une réputation auprès de personnes riches et célèbres en obtenant des divorces rapides alors qu'habituellement la procédure prend deux à trois ans. À la fin de la Seconde Guerre mondiale, il défend des collaborateurs et criminels de guerre.
Floriot utilise une équipe de six avocats, connue sous l'appellation de l'usine Floriot, ou les Floriot’s boys. Doué d'une mémoire prodigieuse, il est renommé pour sa maîtrise des dossiers et pouvait mettre à la portée des jurés les cas plus complexes.[réf. nécessaire]
Il est, à son époque, probablement le plus cher des avocats parisiens.[réf. nécessaire] Il intervient aussi bien pour la défense dans les procès Otto Abetz, du docteur Petiot, du minotier Hilaire, de Marie Poupard, de Jaccoud, que pour la partie civile : Les J3, Pauline Dubuisson, Jacques Fesch, Mehaoui.
Son chauffeur personnel, Jean-Louis Hyvernaud, l'accompagne dans tous ses voyages.
Il participe également à des scénarios de films comme Ouvert contre X et joue son propre rôle dans La Prisonnière, film de Henri-Georges Clouzot sorti en 1968. 
Grande figure du barreau, jouissant d'une certaine notoriété, il est même cité avec Maurice Garçon dans la dernière phrase du film de Jean-Pierre Melville Bob le flambeur.
Il est inhumé au cimetière du Père-Lachaise (79e division).

## Personnalités défendues par Floriot

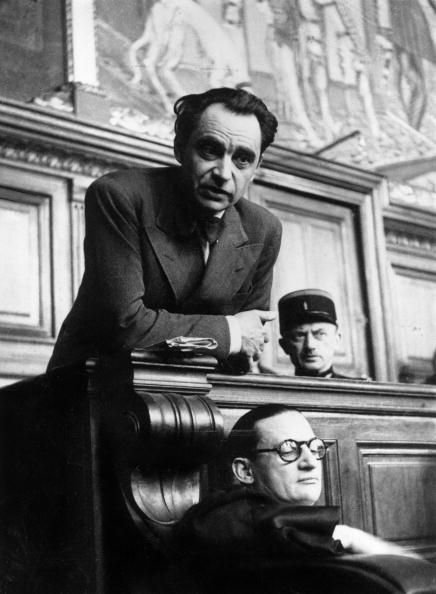
René Floriot et son client Marcel Petiot durant le procès, 1946.

- Magda Fontanges : en 1937, il défend l'ancienne maîtresse de Mussolini qui a tiré sur l'ambassadeur Charles de Chambrun et obtient un an de prison avec sursis ;
- Otto Abetz : Floriot a sauvé Otto Abetz, ambassadeur allemand à Paris, de l'exécution ; Abetz a été condamné à vingt ans ;
- Marcel Petiot[3] ;
- Martin Fabiani, marchand d'art parisien impliqué dans le recel d'oeuvres d'art confisquées pendant la Seconde Guerre mondiale ;
- Affaire Onassis-Latopadis[4] ;
- Pierre Jaccoud[3] ;
- Charles Develle, milicien, jugé et condamné aux travaux forcés à perpétuité en 1953 pour l'assassinat de Jean Zay ;
- Georges Rapin alias « Monsieur Bill », condamné à mort en 1960.
- Gustave Mentré : en 1961, il assure la défense du général Mentré, inculpé comme conspirateur dans le putsch des généraux et obtint cinq ans avec sursis [5];
- Jean Gabin : en 1964, l'acteur est opposé, dans une affaire très médiatique, à des agriculteurs de l'Orne qui avaient envahi nuitamment sa propriété pour protester contre les cumuls de terres agricoles. Devant les nombreux journalistes présents pour l'audience au Tribunal d'Alençon, en avril 1964, Jean Gabin retire sa plainte, les agriculteurs seront condamnés au pénal.
- Affaire Ben Barka : Floriot a défendu les deux policiers Souchon et Voitot qui furent impliqués dans l'enlèvement-disparition de l'opposant marocain Ben Barka, l'un fut acquitté, l'autre fut condamné à six ans de détention. "[6]
- Moïse Tshombé : condamné à mort par défaut en 1967, en juin, l'avion dans lequel il voyageait fut détourné vers l'Algérie par Francis Bodenan. Pour des raisons politiques, il ne fut pas extradé vers le Congo mais, malgré la défense de  Me  Floriot, il fut emprisonné jusqu'à sa mort en 1969 causée par une attaque cardiaque. De plus, Floriot défendait Bodenan dans l'Affaire du double meurtre de Montfort-l'Amaury, dix ans avant qu'il ait enlevé Tshombe vers l'Algérie.
- Maurice Gérard, dit le « mage de Marsal » inculpé en 1968 pour défaut de soins à la suite de la disparition énigmatique de deux de ses enfants.
- Georges Pompidou dans l'Affaire Marković en 1970.

## Citations
Me Floriot : "Comment ? On a interné mon client dans un asile psychiatrique parce qu'il avait volé un livre à l'étalage d'une librairie ? Aujourd'hui qu'il est accusé d'avoir assassiné 27 personnes, on le tient pour un homme normal et sain d'esprit ? A-t-on cherché à savoir s'il n'y avait pas de problème dans sa famille ? N'a-t-on pas trouvé chez sa sœur des signes d'aliénation mentale ?
L'expert : - … les proches de Petiot jouissent d'un parfait équilibre mental, sa sœur comme les autres.
Me Floriot : - Navré, mais mon client n'a pas de sœur..." (procès Petiot, avril 1946) 
« Après tout, ce n’est pas le premier médecin dont les clients sont morts! » (Procès Petiot)
"Vous venez de faire de gros efforts, vous retombez épuisé sur votre banc, tandis que la Cour et les jurés se retirent pour délibérer. Vingt mains se tendent vers vous : celles des amis, des confrères (ce ne sont pas forcément les mêmes), des journalistes et parfois même de l'avocat général. Tous vous affirment que vous venez de prononcer la meilleure plaidoirie de votre carrière...
Une heure plus tard, le président lit le verdict, c'est une lourde condamnation. Il y a déjà beaucoup moins d'amis autour de vous".
"« N'avouez jamais » est un conseil néfaste en justice, mais toujours excellent en amour".

## Publications
- La Répression des faits de Collaboration Gründ 1945c
- Les Erreurs Judiciaires (1968)[11]
- La vérité tient à un fil (1970)
- Le Secret professionnel Raoul Combaldieu - 1973
- Deux femmes en cour d'assises, Madame Steinheil et Madame Caillaux
- La Réforme du divorce
- Au banc de la défense  Marcel Rousselet - 1959

## Sources
- (en) Cet article est partiellement ou en totalité issu de l’article de Wikipédia en anglais intitulé « René Floriot » (voir la liste des auteurs).